# Milan Kušnír
Milan Kušnír (* 14. Juli 1958) ist ein ehemaliger slowakischer Fußballspieler.

## Karriere
Kušnír spielte ab 1980 für den ŠK Slovan Bratislava in der höchsten tschechoslowakischen Spielklasse. Zur Saison 1982/83 wechselte er zum Zweitligisten FK Dukla Banská Bystrica. Zur Saison 1983/84 wechselte er in den tschechischen Teil der Tschechoslowakei zum ebenfalls zweitklassigen VTJ Tábor. Zur Saison 1984/85 kehrte er wieder in die slowakische Liga zurück und schloss sich Baník Prievidza an, wo er mehrere Jahre verbrachte.
Später wechselte Kušnír dann nach Österreich zum viertklassigen ASKÖ Klingenbach. Mit Klingenbach stieg er 1993 in die Regionalliga auf und schaffte nach nur einem Jahr Drittklassigkeit 1994 mit den Burgenländern als Ostliga-Meister den Durchmarsch in die 2. Division. In der zweiten Liga absolvierte der Slowake 13 Partien für Klingenbach. Nach einem halben Jahr im Profibereich kehrte er im Januar 1995 ins burgenländische Unterhaus zurück und schloss sich dem ASV Steinbrunn an.